# Élisabeth Chevanne-Brunel
Élisabeth Chevanne-Brunel (Sens, 2 de març de 1975) va ser una ciclista francesa, professional del 1999 al 2006.

## Palmarès
- 1993
  -  Campiona del món júnior en ruta
- 1994
  - Vencedora d'una etapa a l'Emakumeen Euskal Bira
  - Vencedora d'una etapa al Tour de Finisterre
- 1996
  - Vencedora d'una etapa al Memorial Michela Fanini
  - Vencedora de 2 etapes al Tour de l'Alta Viena
- 1997
  -  Campiona d'Europa sub-23 en Ruta
- 2000
  - 1a al Tour del Charente Marítim
- 2001
  - Vencedora d'una etapa al Tour de l'Alta Viena
- 2003
  - 1a al Tour de l'Alta Viena
- 2004
  - 1a al Tour de l'Ardecha i vencedora d'una etapa
- 2006
  - Vencedora d'una etapa al Gran Bucle